# Forêt de l'Artillac
La forêt de l'Artillac est un massif forestier intercommunal du Couserans situé au centre du département de l'Ariège, dans le massif de l'Arize et sur les communes d'Esplas-de-Sérou et de Castelnau-Durban.

## Toponymie
Son nom lui est donné par l'Artillac, affluent en rive gauche de l'Arize.

## Histoire

### Forêt privée devenue publique
C'est à l'initiative de Pierre Soula, alors maire de Rimont, que la forêt est acquise en 1988 par un syndicat regroupant trente collectivités publiques ariégeoises.

### Extraction de marbres
Trois anciennes carrières de marbre s'y trouvent, la plus connue est celle de l'Espiougue où un marbre Rosé vif de Castelnau était extrait jusqu'aux années 1960. Le front de coupe montre des calcaires griottes rouges du Famennien (Dévonien supérieur). Des vestiges de l’exploitation sont toujours présents notamment une  maison à étage en griotte, des bâtiments en brique abritant diverses machines, transformateur, câbles de sciage et de transport des blocs de marbre, poulies, aire de stockage des blocs, plan incliné permettant la descente des blocs...

### Chemin de fer de l'Artillac
Une voie ferrée à écartement de 0,50 m, longue de plus de 4 km depuis l'entrée de Castelnau (lieu-dit Martinet), suivait un étroit chemin de montagne pour atteindre la forêt tout au fond de la vallée de l'Artillac avec plusieurs embranchements, tant pour l'exploitation du bois vers la scierie de Tourné que pour la descente des blocs de marbre.
Ainsi, un bloc de marbre extrait à l'Espiougue commençait sa descente, retenu par un treuil sur un plan incliné long de 300 m pour venir se poser sur un wagonnet à bogies. Au terminus et selon les époques et les clients, les blocs étaient acheminés par la route nationale 117 ou vers la gare de Castelnau-Durban par char à bœufs, ultérieurement par camion. Un transbordeur en bois à la gare facilitait grandement les opérations.

### Zone blanche électromagnétique
À Sabart, un projet de zone blanche sans radiation électromagnétique a été promu non sans difficulté en réhabilitant ce hameau abandonné de la vallée de l'Artillac pour des personnes électro-sensibles. Le projet est structuré par l'association «Zone blanche en vallée de l'Artillac-Ariège» siégeant sur la commune d'Esplas-de-Sérou.

## Description
Située au nord de la forêt domaniale de Belissens sur des pentes karstiques du Dévonien, d'une surface d'environ 403 hectares, la forêt est gérée par le syndicat intercommunal de la forêt de l'Artillac. La forêt de l'Artillac est accessible par des voies communales et forestières.

## Production
Gérée en partenariat avec l'Office national des forêts, cette forêt présente une véritable diversité des essences.

## Activités

### Randonnée
Des sentiers balisés et des chemins forestiers permettent la randonnée pédestre.

## Protection de la nature
La forêt se trouve dans le périmètre de la Zone naturelle d'intérêt écologique, faunistique et floristique (ZNIEFF) de type 1 concernant Massif de l'Arize, versant nord et dans le parc naturel régional des Pyrénées ariégeoises.